# Hồ Ohrid
Hồ Ohrid (tiếng Macedonia: Охридско Езеро Ohridsko Ezero, [ˈɔxridzkɔ ˈɛzɛrɔ], tiếng Albania: Liqeni i Ohrit, [liˈcɛni i ˈɔhrit], Liqeni i Pogradecit) là một hồ nằm giữa biên giới tây nam Cộng hòa Macedonia và đông Albania. Đây là một trong những hồ sâu nhất và cổ nhất châu Âu, lưu giữ một hệ sinh thái thủy sinh độc đáo với tầm quan trọng đặc biệt, với hơn 200 loài đặc hữu. Tầm quan trọng của hồ càng được nhấn mạnh khi nó được công nhận là di sản thiên nhiên thế giới bởi UNESCO năm 1979 và, vào năm 2010, khi NASA quyết định đặt tên một hồ trên Titan theo tên hồ Ohrid. Năm 2014, khu dự trữ sinh quyển liên biên giới Ohrid-Prespa giữa Albania và Macedonia được thêm vào Mạng lưới khu dự trữ sinh quyển thế giới của UNESCO. Những điểm dân cư nổi bật nằm cạnh hồ là Pogradec tại Albania, cùng với Ohrid và Struga tại Macedonia.

## Địa lý

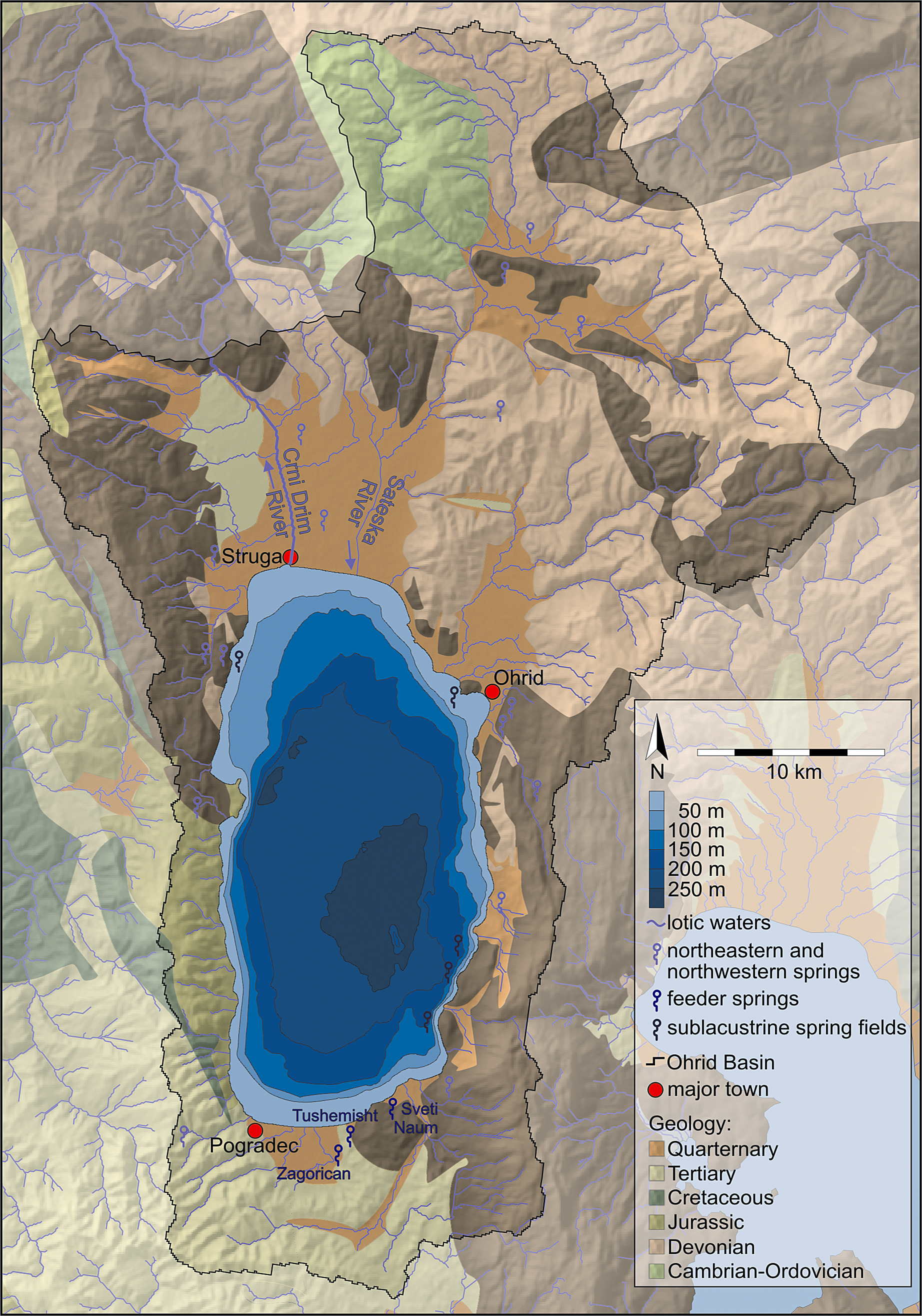
Bản hồ lưu vực hồ Ohrid với những đặc điểm thủy học và địa chất nổi bật

Hồ Ohrid là hồ sâu nhất Balkan, với độ sâu đối đa 288 m (940 ft) và độ sâu trung bình 155 m (508 ft). Nó bao phủ một diện tích 358 km² (138 sq mi), ước tính chứa 55.4 km³ nước. Nó dài 30.4 km và rộng 14.8 km tối đa. Chiều dài bờ hồ là 87,53 km, được chia ra giữa Macedonia (56.02 km) và Albania (31.51 km). 248 kilômét vuông (96 dặm vuông Anh) trong tổng diện tích bề mặt thuộc về Cộng hòa Macedonia và 110 kilômét vuông (42 dặm vuông Anh) còn lại thuộc Albania.

## Môi trường sinh thái

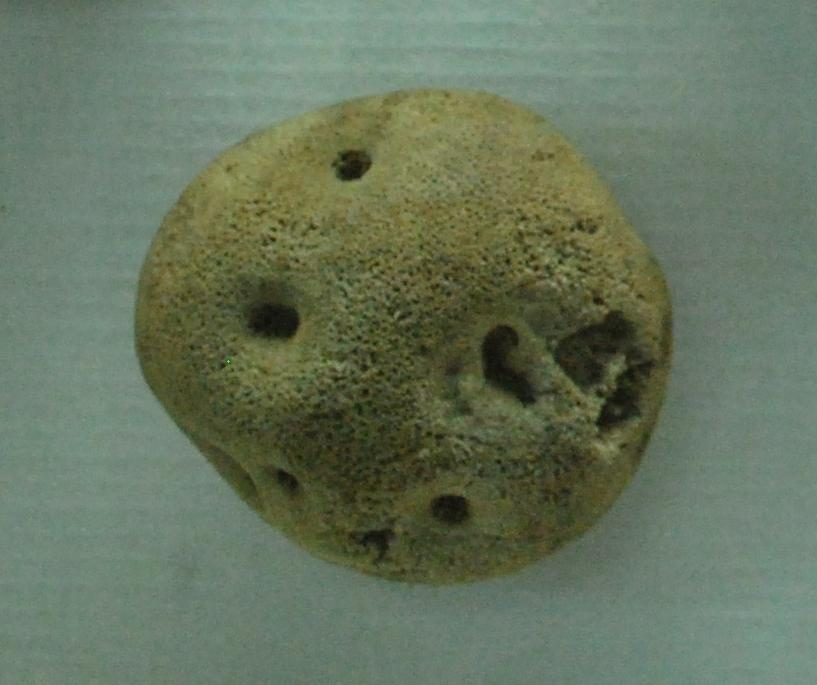
Động vật thân lỗ (Ochridaspongia rotunda) loài đặc hữu hồ Ohrid